# 河瑾燦
河 瑾燦（ハ・グンチャン、하근찬、1931年 - 2007年）は韓国の小説家である。慶尚北道永川出身。

## 受賞歴
- 1957年、韓国日報の新春文芸
- 1970年、第7回韓国文学賞
- 1983年、第2回趙演鉉文学賞
- 1984年、第1回楽山文学賞
- 1988年、柳周鉉文学賞
- 1998年、寶冠文化勳章

## 主な作品
- 1972年、『수난이대』(受難時代)[2]
- 1972年、『야호』(ヤッホー)
- 1973~1975年、『월례소전』(月禮小傳)
- 1977年、『흰 종이 수염』(白い紙のヒゲ)
- 1977年、『일본도』(日本刀)
- 1977年、『서울 개구리』(ソウルの蛙)
- 1981年、『제복의 상처』(征服の傷)
- 1984年、『산에 들에』(山へ、野原へ)
- 1986年、『은장도 이야기』(銀の懐刀の物語)
- 1987年、『여제자』(女弟子)
- 1988年、『화가 남궁씨의 수염』(画家、南宮氏のヒゲ)
- 1999年、『내 마음의 풍금』(私の心のオルガン)